# Stampede Wrestling
STAMPEDE Wrestling, kurz STAMPEDE, ist der Name einer ehemaligen kanadischen Wrestling-Promotion, die in Calgary, Alberta beheimatet war. Promotoren waren Bill Bell und Devon Nicholson.

## Geschichte
Die Geschichte der Promotion beginnt im Jahr 1930, als der Promotor Larry Tillman in Calgary das Banner Stampede Wrestling aufstellte.
1948 gründete Stu Hart den Sportverein Foothills Athletic Club, der in Edmonton, Alberta unter dem Banner von Klondike Wrestling Wrestling-Turniere veranstaltete.

### NWA-Zeit
1951 fusionierten beide Promotoren und stellten nun das neue Banner STAMPEDE Wrestling auf. Im gleichen Jahr wurde STAMPEDE eine Affiliate der National Wrestling Alliance und trat als NWA Calgary/NWA of Alberta auf.
1952 zog sich Larry Tillman aus der NWA zurück und Stu Hart nahm dessen Platz im NWA-Vorstand ein. Zuvor war er als Tillmans Stellvertreter nur Beisitzer gewesen.
Schnell wurde STAMPEDE zu einer der führenden Wrestling-Promotionen Kanadas und zwischen 1957 und 1989 besaß sie ein erfolgreiches TV-Format, das schließlich in 50 Länder übertragen wurde.

### STAMPEDE als WWF-Entwicklungsterritorium
1982 gab Hart seinen Platz im NWA-Vorstand auf und begann eine enge Zusammenarbeit mit der damaligen World Wrestling Federation, die STAMPEDE nun als Entwicklungsterritorium übernahm. Die WWF zog vielversprechende Talente wie Bret Hart und Jim Neidhart von STAMPEDE ab und baute diese zu WWF-Stars auf.
Im August 1984 zog sich Stu Hart aus dem Wrestling zurück und STAMPEDE wurde offiziell übernommen und geschlossen. Mit der Übernahme durch die WWF gehörte die Promotion auch nicht mehr der NWA an, da die WWF diese bereits 1983 verlassen hatte. Der Kauf von STAMPEDE durch die World Wrestling Federation war einer der ersten Schritte dieser Promotion, zum globalen Wrestling-Marktführer aufzusteigen.

### STAMPEDE als Independent-Promotion
Im Oktober 1985 kaufte jedoch Bruce Hart STAMPEDE überraschend der WWF wieder ab und etablierte diese nun in der kanadischen Independent-Szene. Im Dezember 1989 wurde die Promotion dann von Bruce Hart geschlossen, während aber die Wrestling-Schule weiterhin bestehen blieb.
Am 22. April 1999 versuchten die Brüder Bruce und Ross Hart STAMPEDE als kanadische Promotion zu reaktivieren und diese wieder in die Independent-Szene einzubinden.
Dazu produzierte STAMPEDE auch wieder eigene Shows, die sie meistens im Victoria Pavilion abhielt. Auch wurde von beiden versucht, wieder ein TV-Format namens Stampede Wrestling auszustrahlen. Aber dieses Experiment wurde kurze Zeit später wieder aufgegeben. Nach dem plötzlichen Tod von Owen Hart stellte die Promotion wieder ihre Tätigkeit ein. 2005 wurde STAMPEDE verkauft.

### STAMPEDE unter neuer Führung
Im Jahr 2005 versuchten nun die neuen Inhaber, Bill Bell und Devon Nicholson, die Promotion STAMPEDE  wieder im Wrestling-Geschäft zu etablieren. So wurden für eine Veranstaltung in Cochrane unter anderem Abdullah the Butcher und Lance Storm verpflichtet.
Anfang 2007 hatte sich die Promotion soweit wieder etabliert, dass sie auf ihrer offiziellen Homepage bekannt gab, dass STAMPEDE ihren regulären Betrieb mit ihrer ersten Show ab 7. September 2007 wieder aufnehmen würde. Dennoch stellte STAMPEDE 2008 ihren Betrieb endgültig ein.

## Hart Submission Dungeon
Stampede Wrestling hatte auch eine eigene Wrestling-Schule, die unter dem Namen Hart Submission Dungeon bekannt war. Diese befand sich in einem Kellergeschoss des Anwesens der Harts. Diese Schule brachte viele Stars der Ligen World Championship Wrestling, Extreme Championship Wrestling und World Wrestling Entertainment hervor.